# Genossenschaft Bildender Künstler
Die Genossenschaften Bildender Künstler waren Ausstellungs- und Verkaufsstätten der Mitglieder des Verbands Bildender Künstler der DDR, die es in einer Anzahl von Städten der DDR gab. Neben den Galerien des Staatlichen Kunsthandels, privaten Galerien, Graphik-Kabinetten in Buchhandlungen und Antiquariaten und diversen Graphikkreisen trugen sie maßgeblich dazu bei, den Künstlern Öffentlichkeit zu verschaffen und deren Werke unter das Volk zu bringen.
Z. B. wurde in Dresden am 28. November 1953 eine solche Genossenschaft gegründet. Ausstellungsraum war zunächst der Klingersaal in den Staatlichen Kunstsammlungen Dresden. Die Vereinigung bestand aus aktiven und fördernden Mitgliedern. Ab 1960 verfügte die Vereinigung mit der Galerie Kunst der Zeit an der Ernst-Thälmann-Straße 7 über eigene Ausstellungs- und Verkaufsmöglichkeiten.

## Geschichte
Nach dem Zweiten Weltkrieg und der in dieser Zeit vorgenommenen Gleichschaltung der Künstlergruppen gab es für bildende Künstler nur unzureichende Ausstellungsmöglichkeiten. In Dresden trat als erste neu gegründete Künstlergruppe Der Ruf mit insgesamt drei Ausstellungen in der Öffentlichkeit in Erscheinung. Dieser Gruppe folgte die etwas größere Künstlergruppe Das Ufer. Auch dieser Gruppe fehlte es an geeigneten Ausstellungs- und Verkaufsmöglichkeiten. Um diesem Mangel entgegenzuwirken, wurde in Dresden die Genossenschaft Bildender Künstler gegründet.
Gründungsmitglieder waren:
- Siegfried Donndorf (1900–1957), erster Vorsitzender, Maler und Bühnenbildner
- Eugen Hoffmann (1892–1955), Bildhauer und Grafiker
- Rolf Krause (1908–1982), Maler
- Johannes Kühl (1922–1994), Maler, Grafiker und Galerist
- Reinhold Langner (1905–1957), Holzbildhauer, Bauplastiker, Zeichner und Maler
- Erna Lincke (1899–1986), Künstlerin
- Eva Schulze-Knabe (1907–1976), Malerin und Grafikerin
- Rudolf Nehmer (1912–1983), Maler und Grafiker
- Waldemar Schulz (* 1913)
- Willy Wolff (1905–1985), Maler, Bildhauer und Grafiker
- Hans Busse

Nach einem Jahr betrug die Anzahl der Mitglieder bereits 174. Im Jahr 1984 betrug die Anzahl der Mitglieder gegen 400.

## Kunst der Zeit (Galerie)
Am 8. Januar 1960 eröffnete die Genossenschaft Bildender Künstler unter dem Namen Kunst der Zeit an der Ernst-Thälmann-Straße 7 eine eigene Galerie als Ausstellungs- und Verkaufsmöglichkeit. Unter dem Namen Kunst der Zeit wurden auch Ausstellungen in der gesamten DDR durchgeführt und Gästen die Möglichkeit geboten, sich in Dresden zu präsentieren. Die Kunst der Zeit war in der Zeit der DDR eine der ersten Galerien in Dresden, welche Künstlern Personalausstellungen ermöglichte.